# Zavreliella curta
Zavreliella curta är en tvåvingeart som beskrevs av Reiss 1990. Zavreliella curta ingår i släktet Zavreliella och familjen fjädermyggor. Inga underarter finns listade i Catalogue of Life.